# Mars 1908

## Événements
- Palestine[1] : des émeutes éclatent à Jaffa entre Juifs et Arabes. Le gouvernement turc autorise les Arabes à posséder des armes.
- Fondation en Allemagne de la firme Agfa.

- 3 mars : le gouvernement français porte le corps expéditionnaire chargé de la pacification du Maroc à 13 000 hommes.

- 7 mars : fondation de l'Université de la Colombie-Britannique.

- 14 mars : le nouveau moteur d'avion des frères Renault est essayé sur le biplan Voisin-Farman n°1 bis.

- 17 mars : les Plaines d'Abraham deviennent un site historique national.

- 21 mars :
  - fondation du quotidien d’extrême droite l’Action française (Charles Maurras, Jacques Bainville, Léon Daudet);
  - à Issy-les-Moulineaux, Henri Farman améliore les records de distance (2004,80 mètres) et de temps de vol (3 minutes et 39 secondes).

- 24 mars : John Douglas Hazen devient premier ministre du Nouveau-Brunswick, remplaçant Clifford William Robinson.

- 28 mars : le premier passager de l'histoire de l'aviation est Ernest Archdeacon qui embarque avec Henri Farman à Gand (Belgique).

## Naissances
- 4 mars : Otto Erich Kahn, nazi allemand impliqué dans le massacre d'Oradour-sur-Glane († 1977).
- 7 mars : Anna Magnani, actrice italienne († 26 septembre 1973).
- 14 mars : Maurice Merleau-Ponty, philosophe français († 3 mai 1961).
- 17 mars : Siegfried Horn, archéologue allemand († 28 novembre 1993).
- 20 mars : Roger Auvin, supercentenaire français († 13 octobre 2019).
- 25 mars :
  - Hélène Boucher, aviatrice française († 30 novembre 1934).
  - David Lean, réalisateur britannique († 16 avril 1991).

## Décès
- 9 mars : Henry Clifton Sorby, géologue et spécialiste en microscopie britannique.